# Giuseppina Grassi
Alessandra Giuseppina Grassi Herrera (nascida em 29 de agosto de 1976) é uma ciclista olímpica mexicana. Representou sua nação nos Jogos Olímpicos de Verão de 2008, na prova de estrada individual feminino.